# 蓬德利塞尔
蓬德利塞尔（法語：Pont-de-l'Isère，法語發音：[pɔ̃ də lizɛʁ]，意为“伊泽尔河之桥”）是法国德龙省的一个市镇，属于瓦朗斯区。

## 地理
蓬德利塞尔（45°0'17"N, 4°52'0"E）面积10.09 平方千米，位于法国奥弗涅-罗讷-阿尔卑斯大区德龙省，该省份为法国东南部内陆省份，北起顺时针与伊泽尔省、上阿尔卑斯省、上普罗旺斯阿尔卑斯省、沃克吕兹省和阿尔代什省接壤。
与蓬德利塞尔接壤的市镇（或旧市镇、城区）包括：博蒙蒙特、伊泽尔河畔新堡、拉罗什德格兰。
蓬德利塞尔的时区为UTC+01:00、UTC+02:00（夏令时）。

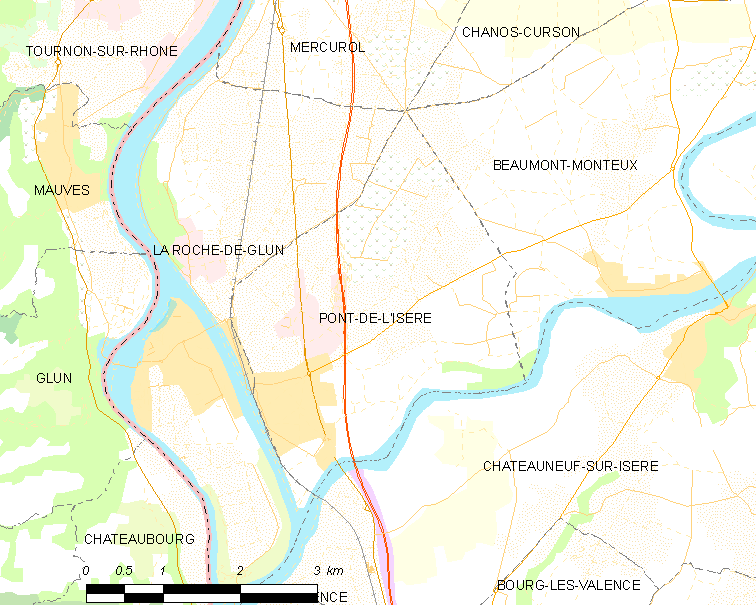
蓬德利塞尔的OSM定位图

## 行政
蓬德利塞尔的邮政编码为26600，INSEE市镇编码为26250。

## 政治
蓬德利塞尔所属的省级选区为坦莱尔米塔日县。

## 人口

1962-2008年间蓬德利塞尔人口变化图示

蓬德利塞尔于2022年1月1日时的人口数量为3683人。